# Cleomery
cleomery（クレオメリー）は日本の女性アイドルグループ。大阪を拠点に活動している。

## 概要
コンセプトは『きみとこれから先の話の続きを描きたい』

グループ名のcleomeryは、cleome(花言葉:秘密のひととき)+story(物語)を掛け合わせた造語。プロデューサは代代代でマネージャーをしていたカメラマンのポチりさ。
2024年結成、同年6月26日に心斎橋VARONにてデビュー。

## 略歴
2024年
- 1月26日、PANIPAworks.より新たに新グループ『cleomery』を立ち上げることを発表、メンバー募集開始。
- 5月18日、所属メンバーを発表。Official MV『スタートライン』を公開。デビューライブ『スタートライン』を6月26日に心斎橋VARONで開催することを発表。
- 6月26日、デビューライブ『スタートライン』を心斎橋VARONにて開催。
- 8月22日、cleomery公式TikTokアカウント開設。
- 9月11日、Official MV『ヒカリ LIVE ver.』を公開。

2025年
- 2月24日、光波ミチ生誕祭『笑顔でいようね』を心斎橋VARONにて開催。
- 3月11日、主催ライブ『まだ来ない朝 vol.1』を寺田町Fireloopにて開催。(出演者：Hyuga、AQ、丑03-USHIMITSU-）
- 3月30日、1stEP『日常』をリリース。
- 4月25日、主催ライブ『まだ来ない朝 vol.2』を心斎橋VARONにて開催。(出演者：the mishmash、ELEVYZ、LØISLOID）
- 5月14日、桃生誕祭『Daisy』をアメリカ村BEYONDにて開催。
- 6月26日、cleomery 1st anniversaryワンマンライブ『君がよく眠れますように。』を心斎橋VARONにて開催。新衣装を披露。Official MV『from nowhere』を公開。
- 7月30日、主催ライブ『まだ来ない朝 vol.3』を心斎橋clapperにて開催。(出演者：Re:sist、ELLIC、WT☆Egret）

## メンバー
| 氏名       | よみ       | 誕生日   | 出身地 | 備考                                              |
| ---------- | ---------- | -------- | ------ | ------------------------------------------------- |
| 光波ミチ   | みなみみち | 3月3日   | 高知県 | 元秘密の彼の娘(雨衣→ミナミミチ)、元くぴぽ(なだれ) |
| 昊         | てん       | 11月14日 | 大阪府 | 元SIPP、元MAJESTIC MATES(押田珠希)                |
| 海月ゆき。 | くらげゆき | 9月27日  |        |                                                   |
| 桃         | もも       | 5月14日  | 兵庫県 |                                                   |
| 依采       | いと       | 12月27日 | 大阪府 |                                                   |

## ディスコグラフィー

### EP
| # | 発売日        | タイトル | 収録曲                                                    | 販売形態                                                       |
| - | ------------- | -------- | --------------------------------------------------------- | -------------------------------------------------------------- |
| 1 | 2025年3月30日 | 日常     | 1. スタートライン 2. 廃園地 3. ヒカリ 4. moonlily 5. 旋光 | Apple Music, Spotify他、各種サブスクリプション音楽配信サービス |

## オリジナル楽曲リスト
| #  | 発表日        | 曲名           | 作詞                    | 作曲                    | 振付         | 備考 |
| -- | ------------- | -------------- | ----------------------- | ----------------------- | ------------ | --- |
| 1  | 2024年5月18日 | スタートライン | ウル(久遠/ex.眩暈SIREN) | ウル(久遠/ex.眩暈SIREN) | ALISA        | デビュー前にyoutubeにてMVを先行公開。ライブでの初披露は2024年6月26日のデビューライブ『スタートライン』（心斎橋VARON） |
| 2  | 2024年6月26日 | ヒカリ         | ウル(久遠/ex.眩暈SIREN) | ウル(久遠/ex.眩暈SIREN) | 間宮まに     | デビューライブ『スタートライン』（心斎橋VARON）にて初披露。                                                           |
| 3  | 2024年6月26日 | 廃園地         | Yackle                  | Yackle                  | HIROKI-OSAKA | デビューライブ『スタートライン』（心斎橋VARON）にて初披露。                                                           |
| 4  | 2024年6月26日 | moonlily       | 星ひでき                | 星ひでき                | 昊           | デビューライブ『スタートライン』（心斎橋VARON）にて初披露。                                                           |
| 5  | 2024年7月15日 | prologue       | 窪田梨沙                | 窪田梨沙                |              | TORAXデビューライブ『TORAX「début」』（#G8ナンバーゲート）にて初披露。                                                |
| 6  | 2024年9月14日 | 蒼             | 窪田梨沙                | 窪田梨沙                |              | 【くれおめりぃMCできんの？できひんの？】にて初披露（心斎橋アイドル飯店）。                                            |
| 7  | 2025年1月12日 | 旋光           | 星ひでき                | 星ひでき                | 昊           | 『アイドル飯店フェスティバル』（Live House ANIMA）にて初披露。                                                        |
| 8  | 2025年4月25日 | 真夜中の余白   | ウル(久遠/ex.眩暈SIREN) | ウル(久遠/ex.眩暈SIREN) | 昊           | 『まだ来ない朝 vol.2』（心斎橋VARON）にて初披露。                                                                     |
| 9  | 2025年6月26日 | from nowhere   | 星ひでき                | 星ひでき                | 泉茉里       | cleomery 1st anniversaryワンマンライブ『君がよく眠れますように。』（心斎橋VARON）にて初披露。                         |
| 10 | 2025年6月26日 | 月華           | 窪田梨沙                | 星ひでき                | HIROKI-OSAKA | cleomery 1st anniversaryワンマンライブ『君がよく眠れますように。』（心斎橋VARON）にて初披露。                         |